# ويليام فارجو
ويليام فارجو هو رائد أعمال وسياسي أمريكي، ولد في 20 مايو 1818 في Pompey, New York ‏ في الولايات المتحدة، وتوفي في 3 أغسطس 1881 في بوفالو في الولايات المتحدة. نشط حزبياً في الحزب الديمقراطي.